# Municipio de Monroe (condado de Ashtabula)
El municipio de Monroe (en inglés: Monroe Township) es un municipio ubicado en el condado de Ashtabula en el estado estadounidense de Ohio. En el año 2010 tenía una población de 2381 habitantes y una densidad poblacional de 23,87 personas por km².

## Geografía
El municipio de Monroe se encuentra ubicado en las coordenadas 41°50′20″N 80°35′2″O / 41.83889, -80.58389. Según la Oficina del Censo de los Estados Unidos, el municipio tiene una superficie total de 99.74 km², de la cual 99,62 km² corresponden a tierra firme y (0,12 %) 0,12 km² es agua.

## Demografía
Según el censo de 2010, había 2381 personas residiendo en el municipio de Monroe. La densidad de población era de 23,87 hab./km². De los 2381 habitantes, el municipio de Monroe estaba compuesto por el 98,57 % blancos, el 0,63 % eran afroamericanos, el 0,25 % eran amerindios, el 0,13 % eran asiáticos, el 0,04 % eran de otras razas y el 0,38 % eran de una mezcla de razas. Del total de la población el 0,92 % eran hispanos o latinos de cualquier raza.